# Henri Jacob
Henri Jabob est un militant écologiste de Val-d'Or, en Abitibi-Témiscamingue. Il est fondateur Regroupement écologiste de Val-d'Or et des environs (REVE), cofondateur de l'Action boréale et cofondateur du Réseau québécois des groupes écologistes (RQGE).

## Biographie
Henri Jacob est né en 1952 à La Reine, en Abitibi-Ouest.
Dans les années 1980, il a vécu 10 ans sur une île de la rivière Piché avec sa conjointe et sa fille sans eau courante ni électricité.
En 2007, Henri Jacob est le sujet du documentaire L'homme et son paradis terrestre. Le film est réalisé par Simon Christian Vaillancourt et produit par l'Office national du film du Canada et Productions Nova Média. Il a entre autres été diffusé au Festival du cinéma international en Abitibi-Témiscamingue.

## Militantisme
Son militantisme écologique a commencé en 1972,. À 20 ans, Henri Jacob participe à la première édition du programme Jeunesse Canada Monde. Cette expérience l'a fait voyager en Alberta, en Ontario et au Mexique. Durant cette expérience, la lecture de Printemps silencieux, de Rachel Carson, l'a grandement marqué. L'écologiste québécois Michel Jurdant sera aussi une de ses sources d'inspiration.
Henri Jacob amorce son militantisme en s'opposant à des coupes forestières dans des territoires où il aime camper et faire de la randonnée. Il s'est entre autres fait connaître par son ton et ses gestes frondeurs et ses gestes moqueurs. Il s'est imposé lors de rencontres entre le ministre des Forêts et les entreprises forestières. Il a aussi déjà déréglé des carburateurs des bulldozers de compagnies forestières.

### Le REVE
En 1987, Henri Jacob fonde le Regroupement écologiste de Val-d'Or et des environs (REVE). L'organisme est fondé alors qu'un incinérateur de BCP et de différents produits toxiques devait être installé à Senneterre.

Avec le REVE, Henri Jacob travaillera pendant plus d'une dizaine d'années à aménager les sentiers de l'École buissonnière de la rivière Piché, dans le quartier Dubuisson, à Val-d'Or. Il a inauguré le site en 1993, avec la présence du chanteur et poète Gilles Vigneault,. 

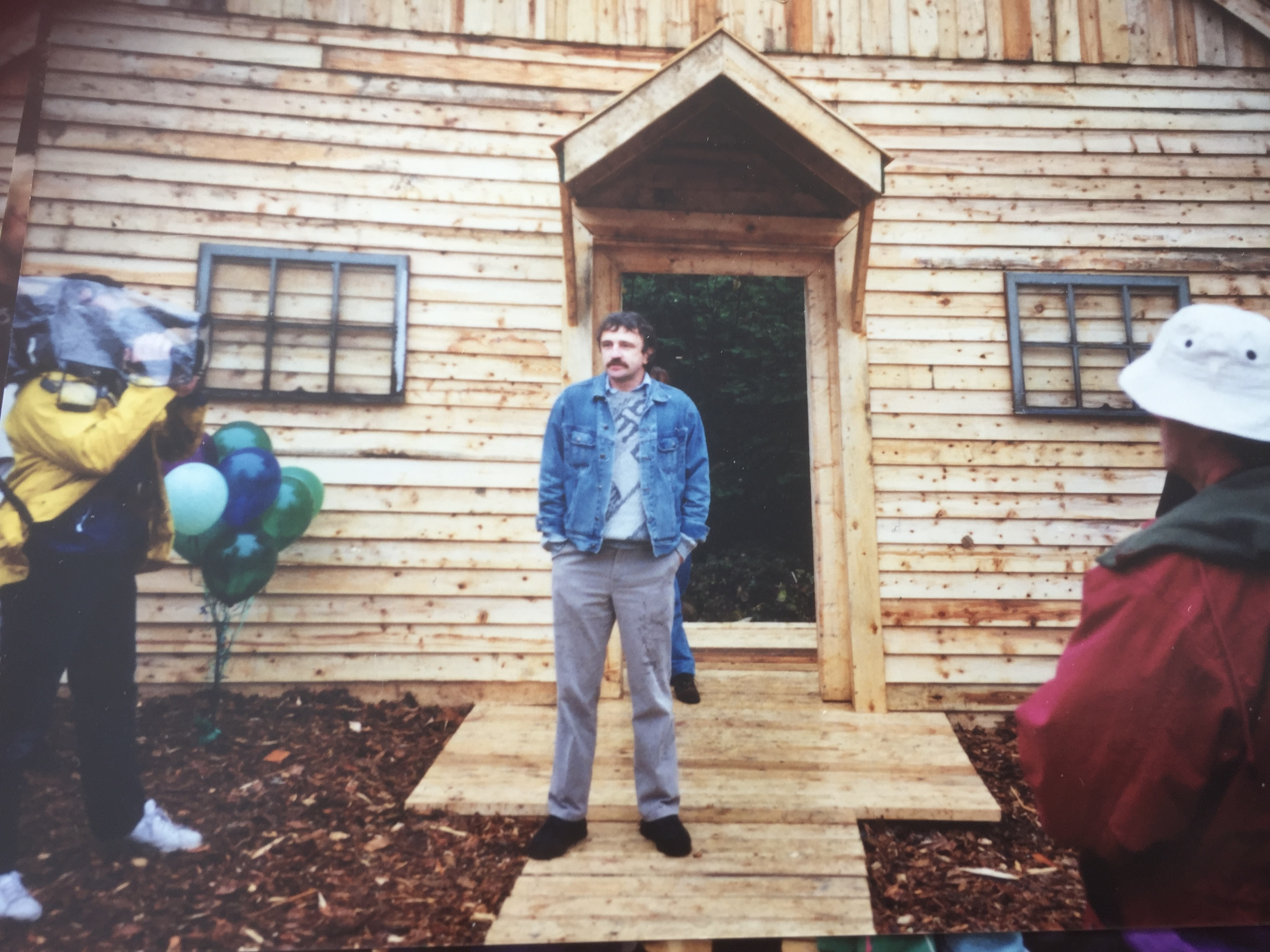
Henri Jacob lors de l'inauguration de l'École buissonnière, à Dubuisson

### Le RQGE
Préoccupé par la surexploitation des ressources forestières et la pollution causée par les résidus des mines, Henri Jacob devient membre fondateur du Réseau québécois des groupes écologistes (RQGE). Il a été président de 1989 à 1992, vice-président de 1993 à 1995 et redevenu président en 1995. Il a occupé cette position de façon inconstante jusqu'en 2008.
En 1992, il participe au programme Éco-Volontaire des Nations-Unies.
Henri Jacob a également été membre du comité directeur Taïga Rescue Network, un réseau de communication entre les organismes non gouvernementaux en environnement préoccupé par le développement d'une foresterie alternative en Amérique du Nord.
En marge de son militantisme, Henri Jacob a aussi exercé les métiers de moniteur de conduite automobile, guide d’interprétation de la nature et travailleur de la construction. Il a aussi travaillé à plusieurs reprises avec la Communauté anicinape de Kitcisakik, notamment pour coordonner un projet de déménagement de la communauté qui ne verra jamais le jour.

### L'Action boréale
En 2000, il fonde l'Action boréale avec l'auteur-compositeur-interprète Richard Desjardins, l'autrice Louise Desjardins et Marie-Claire Lacasse. L'organisme est né à la suite de la diffusion du documentaire choc L'Erreur boréale, de Richard Desjardins et Robert Monderie, pour alimenter le débat sur la gestion des forêts au Québec. Henri Jacob préside l'organisation.

## Publications
En 2022, Henri Jacob publie Chronique d'un écocide - effacement des caribous de Val-d'Or aux éditions L'Esprit Libre. La préface du livre est signée par Richard Kistabish. En 2024, il publie La dernière si on la perd avec Geneviève Béland aux Éditions du Quartz. La préface de cette correspondance entre les deux auteurs est écrite par Richard Desjardins.